# Bresolettes
Bresolettes est une ancienne commune française, située dans le département de l'Orne en région Normandie, devenue le 1er janvier 2016 une commune déléguée au sein de la commune nouvelle de Tourouvre-au-Perche.
Elle est peuplée de 23 habitants. Elle est la commune la moins peuplée de la Basse-Normandie.

## Géographie
Située aux confins du Perche, le village est au milieu d'une clairière : la clairière de Bresolettes, site protégé et inscrit depuis 1985.
| Soligny-la-Trappe                             | Les Aspres                                    | Randonnai (comm. nouv. de Tourouvre au Perche) |
| Prépotin (comm. nouv. de Tourouvre au Perche) | Bresolettes                                   | Randonnai (comm. nouv. de Tourouvre au Perche) |
| Prépotin (comm. nouv. de Tourouvre au Perche) | Bubertré (comm. nouv. de Tourouvre au Perche) | La Poterie-au-Perche (comm. nouv. de Tourouvre au Perche, par un angle), Tourouvre (comm. nouv. de Tourouvre au Perche, par un angle), Bubertré (comm. nouv. de Tourouvre au Perche) |

## Toponymie
Le nom de la localité est attesté sous la forme Brueroles en 1202.
Le toponyme est à rapprocher de Brezolles dont il est un diminutif, et serait issu du gaulois bruco, « bruyère ».
Le gentilé est Bruérolien.

## Histoire
Bresolettes est située dans la forêt du Perche avec ses peuplements de chênes et de hêtres. La présence de minerai de fer à proximité de ces sources de combustible permet très tôt le développement d'activités sidérurgiques en plus des métiers de la forêt (bûcherons, charbonniers, etc.). Il semblerait que le fourneau de Bresolettes ait été autorisé par une charte de Robert-le-Diable, seigneur de Bellême, en 1030.
Au XVe siècle, de plus grosses forges remplacent les « forges à bras » mobiles, et la force hydraulique devient nécessaire pour actionner soufflets et marteaux de forge. Le cours supérieur de l’Avre est aménagé d’étangs où les chutes font tourner de grandes roues à aubes qui produisent l’énergie dont les diverses installations ont besoin. À l’étang du bourg de Bresolettes, une tréfilerie est installée tandis que l’étang de la Forge est équipé d’un fourneau de réduction et d’une forge.
Au Dictionnaire géographique, historique et politique des Gaules et de la France de 1762, on trouve:
BRESOLETTES, dans le Perche, Diocèse de Séez, Parlement de Paris, Intendance d’Alençon, Élection & Châtellenie de Mortagne. On y compte 50 feux. Cette Paroisse est située dans une forêt, à 2 lieues & demie N.E. de Mortagne. Il y a à Bresolettes des forges de fer.
Au XIXe siècle, concurrencés par les forges à l’anglaise utilisant le charbon, les hauts-fourneaux, forges et tréfileries ferment les uns après les autres.
En 1805, on dénombre 65 feux à Bresolettes et, en 1815, 172 habitants y vivent encore. Sur les deux siècles suivant, la population de Bresolettes décroit inexorablement. Avec seulement 12 habitants en 1990, Bresolettes est alors la commune la moins peuplée de l'Orne.
Le 1er janvier 2016, Bresolettes intègre avec neuf autres communes la commune de Tourouvre-au-Perche créée sous le régime juridique des communes nouvelles instauré par la loi no 2010-1563 du 16 décembre 2010 de réforme des collectivités territoriales. Les communes d'Autheuil, Bivilliers, Bresolettes, Bubertré, Champs, Lignerolles, La Poterie-au-Perche, Prépotin, Randonnai et Tourouvre deviennent des communes déléguées et Tourouvre est le chef-lieu de la commune nouvelle.

## Héraldique
| Blason de Bresolettes | Blason  | D'argent à la bande ondée d'azur chargée de trois écrevisses d'or, accompagnée en chef d'un rameau de bruyère au naturel et en pointe d'une clé versée de sable en barre brochant sur un marteau du même en bande, tous deux surmontés à dextre d'une feuille d'érable de gueules; à la filière cannelée de sinople. |
| Blason de Bresolettes | Détails | Le statut officiel du blason reste à déterminer. |

## Politique et administration
| Période                                  | Période       | Identité            | Étiquette | Qualité     |
| ---------------------------------------- | ------------- | ------------------- | --------- | ----------- |
| mars 1989                                | mai 2006      | Xavier Van de Walle | SE        | Agriculteur |
| juin 2006                                | décembre 2015 | Franck Poirier      | SE        | Cadre       |
| Les données manquantes sont à compléter. |               |                     |           |             |

Le conseil municipal était composé de sept membres dont le maire et un adjoint. Ces conseillers intègrent au complet le conseil municipal de Tourouvre-au-Perche le 1er janvier 2016 jusqu'en 2020 et Franck Poirier devient maire délégué.

## Démographie
En 2021, la commune comptait 23 habitants. Depuis 2004, les enquêtes de recensement dans les communes de moins de 10 000 habitants ont lieu tous les cinq ans (en 2007, 2012, 2017, etc. pour Bresolettes) et les chiffres de population municipale légale des autres années sont des estimations.
Bresolettes a compté jusqu'à 197 habitants en 1851. Elle est la commune la moins peuplée de Basse-Normandie.
| 1793 | 1800 | 1806 | 1821 | 1836 | 1841 | 1846 | 1851 | 1856 |
| ---- | ---- | ---- | ---- | ---- | ---- | ---- | ---- | ---- |
| 192  | 176  | 176  | 172  | 187  | 181  | 185  | 197  | 192  |

| 1861 | 1866 | 1872 | 1876 | 1881 | 1886 | 1891 | 1896 | 1901 |
| ---- | ---- | ---- | ---- | ---- | ---- | ---- | ---- | ---- |
| 170  | 164  | 134  | 132  | 104  | 123  | 109  | 108  | 105  |

| 1906 | 1911 | 1921 | 1926 | 1931 | 1936 | 1946 | 1954 | 1962 |
| ---- | ---- | ---- | ---- | ---- | ---- | ---- | ---- | ---- |
| 100  | 74   | 76   | 51   | 63   | 67   | 54   | 63   | 55   |

| 1968 | 1975 | 1982 | 1990 | 1999 | 2007 | 2011 | 2016 | 2020 |
| ---- | ---- | ---- | ---- | ---- | ---- | ---- | ---- | ---- |
| 47   | 24   | 18   | 12   | 21   | 18   | 22   | 24   | 23   |

## Lieux et monuments
- Église Saint-Pierre du XVIe siècle. Un vitrail représentant sainte Catherine d'Alexandrie est classé à titre d'objet aux Monuments historiques[13].

## Personnalités liées à la commune
- Guillaume Pelletier (1598-1657) est né à Bresolettes et grandit à la Cristerie. Guillaume partit pour la Nouvelle-France (Beauport à Québec) en 1641 avec sa femme, Michelle Mabille de Tourouvre, leur fils, Jean, et le frère de Guillaume, Antoine, sous contrat de trois ans avec le seigneur de Beauport, Robert Giffard, aussi natif du Perche. Dans l'église Saint-Pierre à Bresolettes une plaque commémore Guillaume et son frère Antoine, dédiée le 7 avril 1977 par l'ambassadeur du Canada en France, Gérard Pelletier, descendant de Guillaume.